# Filomena Coza Depurada
Filomena Coza Depurada è una sit-com del 1992 ideata da Gennaro Nunziante e interpretata quasi esclusivamente dal duo comico Toti & Tata, composto da Emilio Solfrizzi e Antonio Stornaiolo. Rappresentazione ironica del microcosmo barese, si pone come parodia delle tipiche telenovela latinoamericane che imperversavano in TV in quegli anni.

## Trama
Cico Polmone viene mollato dalla sua fidanzata, Filomena Coza Depurada, dopo 12 anni di fidanzamento. Disperato, si rivolge all'amico di sempre Totinho Camacho affinché riesca a far tornare insieme i due. Nel frattempo Filomena svolge la sua attività lavorativa sulle statali disseminate nella provincia di Bari con Assunta Herrera, sua amica del cuore, e le rivela i particolari che l'hanno vista costretta a lasciare Polmone, non sopportandone più la sua eccessiva ingenuità, la sua tirchieria e i suoi modi fin troppo rispettosi (lo stesso Cico si vantava spesso di non averla mai sfiorata neanche con un dito durante gli anni trascorsi insieme). Non ha quindi nessuna intenzione di tornarvi assieme, a meno che Cico non compri una casa nel quartiere residenziale di Bari Alto, che diventerebbe il loro nido d'amore. Detto fatto, Polmone si carica sulle spalle un mutuo di proporzioni gigantesche e acquista la casa nel residence, definito ambitissimo per l'élite della Bari bene (e quindi anche per Filomena). La gioia spinge i due spasimanti, presi da una cocente passione, a consumare il loro fidanzamento "in 10 secondi netti".
Questo matrimonio, dunque, s'ha da fare e sorgono i preparativi, ma una serie d'impedimenti fanno tardare le nozze: la mattina della cerimonia una telefonata annuncia che Maria Coza Pelosa, madre di Filomena, è morta improvvisamente di infarto (in realtà, come testimonieranno le immagini, Maria Coza Pelosa morirà in seguito alla sofferenza provocatele da una lettera ricevuta dal Circolo Tennis, che di fatto vietava alla donna la possibilità di entrarne a far parte a causa delle precarie condizioni economiche) e il matrimonio viene quindi rinviato a data di destinarsi. Cico Polmone, legatissimo alla suocera nonostante le percosse di cui era vittima, decide di chiedere alla banca un secondo mutuo per affrontare le spese per il funerale. Ma non è tutto, Filomena nasconde un segreto dentro di sé: ha un figlio di nome Cos'è Cos'è nato 3 anni prima da una relazione avuta con l'on. Vito Leccese. La donna in un primo momento riesce a nascondere la verità a Polmone, sostenendo come un rapporto durato soli 10 secondi faccia scaturire una gestazione di sole 2 settimane. Il bambino, definito come ultima creatura di Carlo Rambaldi, diventa così la gioia di mamma e papà, che lo educano col bastone e la carota (dove il bastone sta per le percosse a cui lo sottoponevano e la carota per le birre Peroni, improponibili per un qualsiasi altro bambino, ma non per Cos'è Cos'è e la sua prorompente corporatura).
Una mattina, Filomena e Cico decidono di andare alla Feltrinelli alla presentazione dell'ultimo libro di Giorgio Saponaro. Stanno per portare anche Cos'è Cos'è con loro ma lui si rifiuta categoricamente, preferendo rimanere a casa da solo all'interno del suo box ("boxer") in compagnia degli amici di giochi di sempre. A un certo punto, due loschi figuri entrano in casa Polmone con l'intenzione di rapire il piccolo. Dopo vani tentativi, come sollevarlo di peso o tentare di dissuaderlo con dei giocattoli, i due malviventi riescono a portarlo con loro utilizzando come esche un polpo e una birra. Al loro rientro, Filomena e Cico non trovano più il figlio e, durante la disperazione dovuta alla presa di coscienza del rapimento, ricevono in casa una videocassetta da parte dei rapitori, che si rivelano essere Mazza & Panella dell'omonimo "import-export". La videocassetta illustra le condizioni del piccolo, che appaiono relativamente buone nonostante subisca delle violenze da parte dei sequestratori. Una seconda videocassetta, pervenuta il giorno dopo, rivela il riscatto con cui viene scongiurata l'ipotesi di un terzo mutuo per Cico: Mazza & Panella, infatti, chiedono che Giorgio Saponaro appaia nella puntata seguente dello sceneggiato per recitare una delle sue poesie. Lo scrittore, nonostante i genitori del bambino non abbiano acquistato il suo libro alla presentazione, dedica a Cos'è Cos'è un suo componimento e i sequestratori, come promesso, lo liberano.
Ma un nuovo colpo di scena turba la vita dei promessi sposi: suona alla porta di casa Polmone l'on. Leccese, che rivela a Cico e al bambino la verità sulla paternità di quest'ultimo. Cico Polmone non regge l'emozione e sviene. Al suo rinvenimento trova Filomena e Cos'è Cos'è pronti a partire per andare lontano in una località sconosciuta (che poi sarà identificata in Torre a Mare). Qui finalmente Cico ha una prova di maturità: confessa il suo amore per Filomena e dice che, nonostante abbia avuto in passato un figlio da un altro uomo, continuerà a voler bene a lei e al "quadrupede" per tutto il resto della sua vita. Il giorno dopo, finalmente, il sindaco di Bari Daniela Mazzucca celebra il matrimonio tra i due fidanzati coronando così il loro sogno d'amore.

## Personaggi e interpreti
La quasi totalità dei personaggi sono interpretati da Emilio Solfrizzi e Antonio Stornaiolo, con la partecipazione di Giacinto Lucariello nei panni del piccolo Cos'è Cos'è. Nel corso delle puntate vi sono stati alcuni camei da parte, tra gli altri, dello scrittore Giorgio Saponaro, del politico Vito Leccese e dell'allora sindaco di Bari Daniela Mazzucca.

## Colonna sonora
- Io ti amo e chiacchiere non ce ne vogliono (Piero Scamarcio e Lo Scippatore di Emozioni)
- Matrimonio Metafisico (Emilio Solfrizzi e Ketty Saponara)
- Mo e chi è (Piero Scamarcio e Lo Scippatore di Emozioni)

## Trasmissione televisiva
La sitcom è stata trasmessa per la prima volta da Telebari durante l'estate del 1992, riscuotendo un clamoroso successo in termini di audience. A partire dal 1995 sono andate in onda varie repliche anche su altre emittenti televisive regionali come Antenna Sud, Puglia Channel e Teletrani.